# Monte San Antonio
El monte San Antonio (en inglés: Mount San Antonio), conocido coloquialmente como monte Baldy u Old Baldy es el pico más alto de la sierra de San Gabriel y el punto más alto del condado de Los Ángeles, California. El pico se encuentra dentro del ámbito protegido del monumento nacional de la Sierra de San Gabriel y del bosque nacional de Ángeles. Es la montaña más alta del área metropolitana de Los Ángeles. Los picos a veces nevados del Monte San Antonio son visibles en días claros y dominan la vista del horizonte de la cuenca de Los Ángeles. El pico tiene forma de pirámide, con una cara sur empinada (Baldy Bowl) y una cara norte menos profunda. Se puede acceder a la cumbre a través de varias crestas conectadas a lo largo de las rutas de senderismo desde el norte, este, sur y suroeste. 

## Nombre
Los lugareños casi siempre se refieren a la montaña como "Mount Baldy" o "Old Baldy", hasta el punto en que muchos no reconocen el nombre "Mount San Antonio". La montaña fue nombrada por un ranchero local por el santo Antonio de Padua. Cuando los colonos estadounidenses llegaron e inspeccionaron la tierra, "Baldy"–una referencia al campo pelado denominado Baldy Bowl que domina la cara sur visible desde Los Ángeles– se convirtió en el nombre predominante, y se ha quedado. No obstante, "Mount San Antonio" es el nombre oficial de acuerdo con el GNIS, y todavía lo utilizan varias instituciones (p. ej. Mount San Antonio College). 

## Geografía
La cumbre tiene dos picos: el principal, con una altitud de 10 066 pies (3068,1 m), y un subpico, West Baldy, a 9996 pies (3046,8 m). El pico principal marca el límite entre el condado de San Bernardino y el condado de Los Ángeles. La montaña está en el bosque nacional de Ángeles. 
La cuenca sur de la montaña desemboca en el arroyo de San Antonio, el lado norte en el arroyo de Lytle y el Fish Fork del río San Gabriel. Los arroyos de San Antonio y Lytle son parte de la cuenca del río Santa Ana. El arroyo de San Antonio desciende a través de un profundo cañón que tiene varias cascadas, la última de aproximadamente 75 pies (22,9 m) alto.
Al este de la cumbre se encuentra el monte Harwood, que a su vez está conectado por una cresta estrecha, "The Devil's Backbone" (en español: La columna del diablo), a un paso conocido como Baldy Notch. En el Notch hay una estación de esquí, la más cercana a Los Ángeles. Al sur del complejo, y conectado a su telesilla por una carretera de asfalto, se encuentra Mount Baldy Village. 
No hay caminos o senderos mantenidos que conecten la montaña con la región menos poblada del norte, pero un sendero de uso conduce sobre las montañas Dawson y Pine a la montaña Wright y el Sendero de la Cresta del Pacífico, con vistas a la ciudad de Wrightwood.[cita requerida]

## Historia Natural

### Geología
El monte San Antonio se encuentra en la parte delantera de la sierra de San Gabriel, una de las cordilleras transversales del sur de California, formada alrededor del sistema de fallas de San Andrés. Los rangos transversales se formaron debido a una curva de pierna de perro en San Andrés, que es una falla transformante. La curva hace que sea difícil que las dos placas se muevan suavemente una sobre la otra, y como resultado se elevaron montañas. 
El deslizamiento de tierra prehistórico Hog Back se encuentra en el arroyo de San Antonio a 4000 pies de elevación. Cuando ocurrió el deslizamiento, represó el río, cuya profundidad se acumuló hasta que el agua se liberó catastróficamente, formando un cañón de ranura que ahora contiene algunas de las pocas buenas rutas de escalada en roca (dificultad 5.11, deporte). 
En los tiempos modernos, se han producido inundaciones notables en 1938 y 1969. La presa de San Antonio se completó en 1956, después de una pausa debido a la Segunda Guerra Mundial, en un esfuerzo por evitar futuras inundaciones tan severas como la de 1938, que dañó las áreas de baja elevación y altamente pobladas río abajo. La presa logró reducir significativamente el daño causado por la inundación de 1969. Las plantas hidroeléctricas a lo largo del arroyo de San Antonio están atadas a la red eléctrica. 

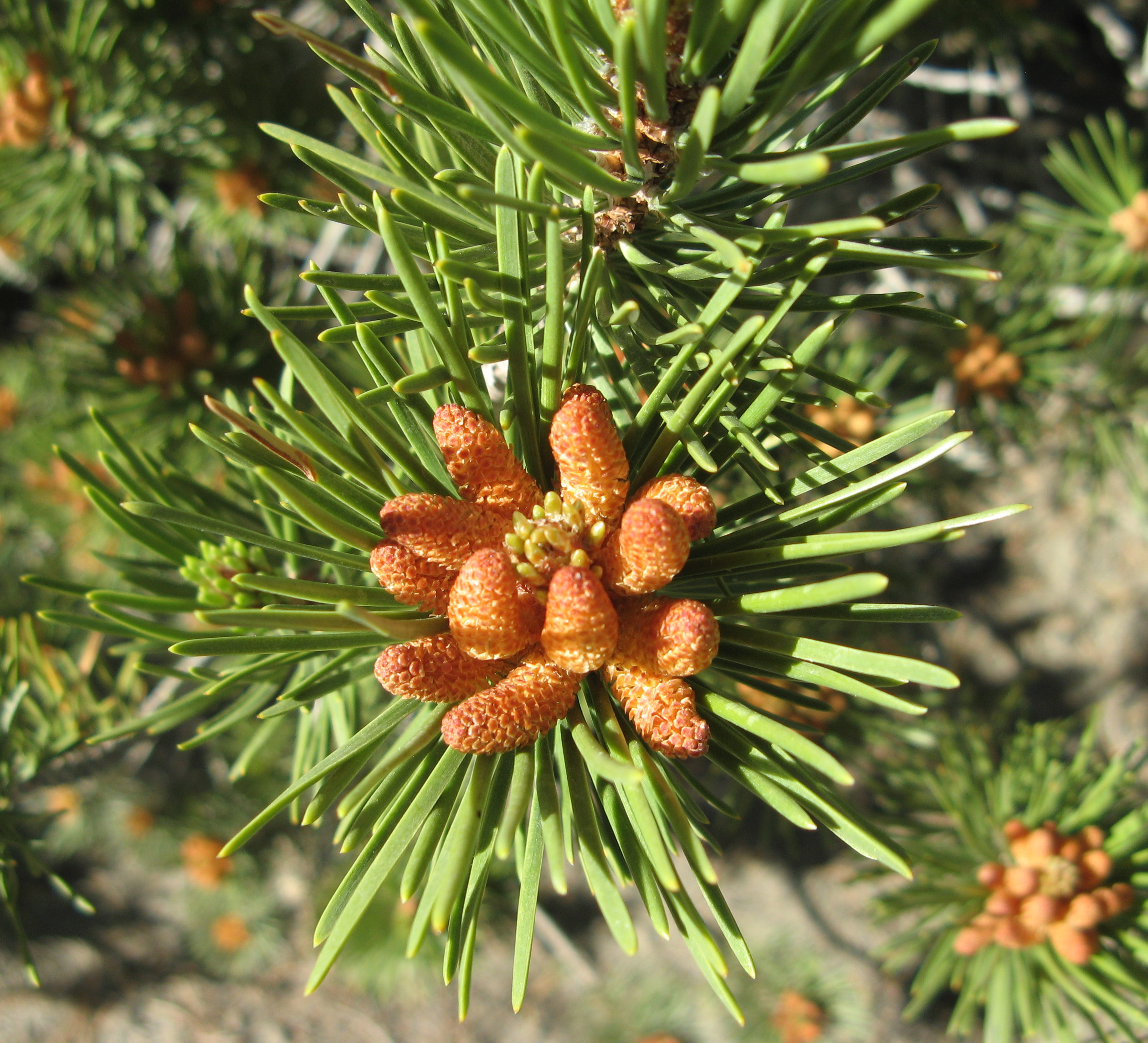
Un grupo de conos masculinos que contienen polen de pino lodgepole en el Monte San Antonio a unos 8,500 pies

### Flora
El área de tierra más baja de la montaña consiste en una comunidad ecológica conocida como bosque de pinos amarillos. Las especies de árboles incluyen pino lodgepole, pino Jeffrey (también conocido como pino amarillo occidental), abeto blanco y algo de pino de azúcar. Estos bosques son bastante escasos y se entremezclan con chaparral y sabana de roble. 
Más arriba, la comunidad del bosque de pinos amarillos da paso a un bosque puro de lodgepole. Cerca de 2750 m estos se vuelven cada vez más krummholzeados, y más allá de unos 2900 m se encuentra una zona alpina no forestada. Los árboles de caoba de montaña crecen en las laderas sobre el arroyo de San Antonio. 
Los arbustos dominantes en las elevaciones más altas son manzanita y chinquapin. A medida que aumenta la elevación, hay una mayor proporción de chinquapin a manzanita. Otros arbustos en la montaña incluyen Ceanothus cordulatus (espino blanco de montaña), trigo sarraceno y Ribes montigenum (grosella espinosa). 
Las especies de flores silvestres incluyen Galium parishii, Monardella cinerea, Heuchera abramsii, Hulsea vestita, Cistanthe parryi, Minuartia nuttallii, y caulanthus. También hay Carex rossii y berros. Oreonana vestita, un tipo de perejil de montaña, se adapta al astrágalo.

### Fauna
El borrego cimarrón del desierto (Ovis canadensis nelsoni) se encuentra en el área, en su mayoría por encima de 7000 pies. Su población está menos amenazada que la de otras subespecies en California. A diferencia de los animales de esta subespecie en el desierto de Mojave, aquellos en la sierra de San Gabriel no pueden ser cazados legalmente y no necesitan competir con burros agresivos salvajes por comida o agua.

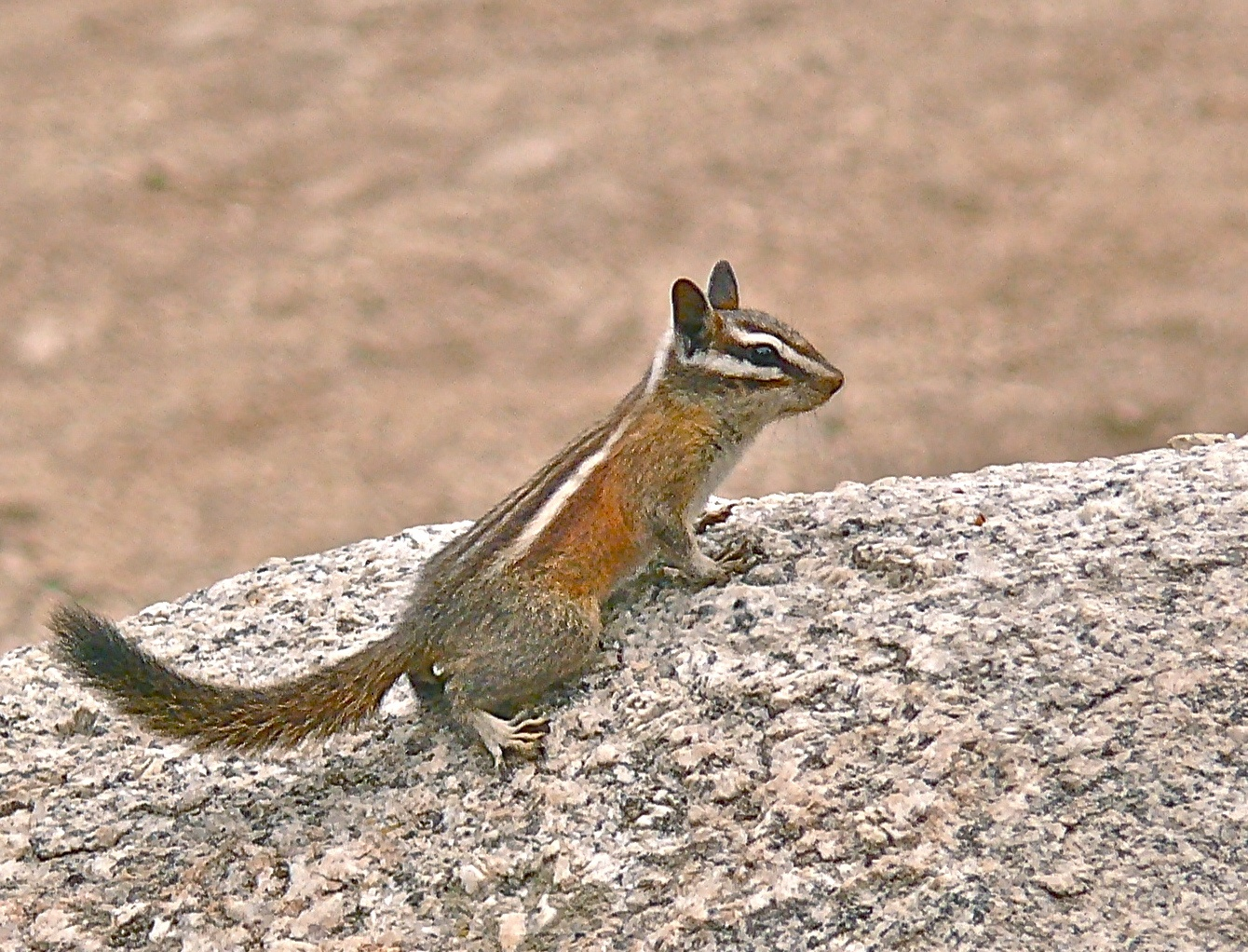
Una ardilla listada.

Los osos pardos, que aparecen en la bandera del estado, alguna vez fueron comunes en las cordilleras transversales, pero fueron extinguidos en California a fines del siglo XIX, y uno de los últimos animales en las montañas de San Gabriel recibió un disparo en 1894 por Walter L. Richardson. Los osos negros no existían naturalmente en la sierra de San Gabriel, pero en 1933 once osos negros del valle de Yosemite que habían mostrado un comportamiento problemático fueron trasladados al sur de California y liberados cerca de Crystal Lake. Se cree que todos los osos negros en la sierra de San Gabriel descienden de este grupo. Los osos negros son relativamente tímidos y casi nunca se sabe que dañan a los humanos. 
Se encuentran conejos y coyotes cerca del arroyo de San Antonio a bajas elevaciones, generalmente por debajo de 2000 pies. Las especies más comunes de conejos son la liebre de cola negra (Lepus californicus) y la cola de algodón del desierto (Sylvilagus audubonii), la liebre se distingue por sus enormes orejas. Las ardillas grises occidentales viven en bosques de robles a bajas elevaciones, tanto en el lado sur como en el lado desértico de la cordillera. La ardilla listada de Merriam (Tamias merriami) habita la sierra de San Gabriel en áreas de baja elevación que contienen manzanita, debajo de la comunidad del bosque de pinos amarillos. 
Los roedores que se encuentran en las elevaciones más altas en la sierra de San Gabriel incluyen Tamias speciosus, todo el camino hasta la línea de árboles, y Otospermophilus beecheyi en el bosque de pinos amarillos en el lado sur del rango. Hibernan en invierno. Los conejos también pueden observarse ocasionalmente en elevaciones altas. 
Las dos especies de ardilla listada son difíciles de distinguir visualmente, y la identificación firme puede requerir el examen de sus huesos púbicos, pero la ardilla Lodgepole tiene rayas blancas más brillantes. Es más fácil distinguir la ardilla gris occidental (gris, con un vientre blanco y una cola grande y tupida) de la ardilla terrestre de California, que está manchada y tiene un área gris en la parte posterior de su cuello. 

## Senderos
El monte San Antonio tiene una gran cantidad de senderos que atraen a excursionistas de todo el sur de California. Los senderos varían en dificultad, y hay muchas opciones para principiantes, así como para excursionistas experimentados. 
- Mount Baldy Notch  (3.5 millas de ida): el sendero comienza en Manker Flats, donde se puede tomar el camino de servicio Baldy Notch hasta el notch. El sendero ofrece vistas panorámicas en el notch y otros senderos por delante.

- Devil's Backbone  (3.2 millas en un sentido desde el Notch: una carretera de servicio en Mount Baldy Notch conduce al comienzo del sendero Devil's Backbone y continúa hasta el pico principal.

- Bear Canyon  (6.5 millas de ida a Mt. Baldy Summit): un sendero extremadamente empinado, es mejor caminar desde la cima de la montaña hasta Mount Baldy Village. También es posible caminar desde Mount Baldy Village a Bear Flats para excursionistas menos experimentados que quieran probar un sendero más corto (1.7 millas de ida).

- Icehouse Canyon  (3.7 millas en un sentido): el sendero Icehouse Canyon comienza en el estacionamiento en Icehouse y continúa hasta Icehouse Saddle, donde se pueden tomar varios senderos. El sendero Chapman es uno de estos, y conduce de regreso al estacionamiento donde comenzó el sendero (5.5 millas).

- Three T's  (5.3 millas en un sentido): el sendero comienza y termina en el Icehouse Canyon Trailhead, y es una caminata extremadamente larga. Conduce a vistas desde las cumbres de las montañas Thunder, Timber y Telegraph.[16]

## Actividades de recreo
Las rutas de senderismo alcanzan la cumbre desde cuatro lados de la montaña, y una ruta se puede completar con la ayuda del telesilla cercano.

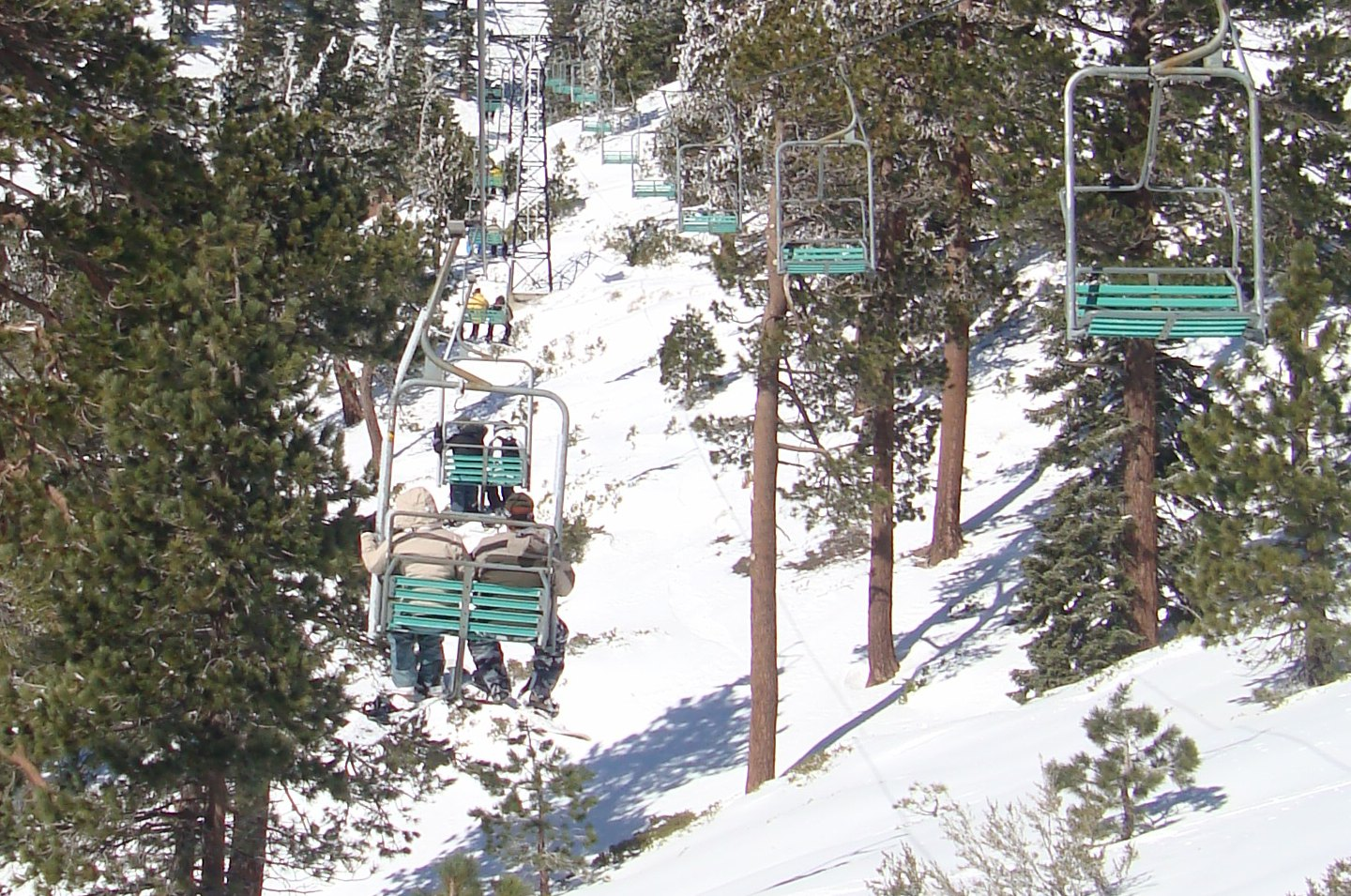
Una vista desde el telesilla.

Para los alpinistas, el invierno y la primavera ofrecen un desafío de escalada en nieve. El "Baldy Bowl" al sur de la cumbre a menudo se escala con crampones y piolets, dependiendo de las condiciones de nieve. El cuenco puede ser traicionero para escaladores inexpertos ya que algunas secciones tienen pendientes de 45° a 50°. Las avalanchas y la caída de rocas son peligrosas, y las muertes o rescates de accidentes a lo largo de la columna del diablo son una ocurrencia común. También hay una serie de rutas de verano a la cumbre que implican viajes a través del país o la scrambling, y es posible hacer rápel por el cañón del arroyo San Antonio.
Manker Flats Campground está disponible para que el público acampe en un mecanismo de primer orden de llegada. Se encuentra a 3 millas al noreste Mount Baldy Village en el Mount Baldy road, en un bosque de pinos abierto. Cuenta con 21 campings con utilidades como estufas, agua corriente, inodoros y mesas. Sin embargo, no hay instalaciones para duchas o disposición sanitaria. Las tarifas para acampar durante la noche son de $12 por noche y $5 adicionales para vehículos adicionales.
Para los ciclistas de carretera, la subida a través de Mount Baldy Village a la base de los remontes es popular. Se ha utilizado como el final de la penúltima etapa del Amgen Tour of California 2011 y 2012. 
Desde 1965, cada Día del Trabajo, el Ayuntamiento de San Antonio Canyon ha patrocinado un "Run to the Top" en el monte San Antonio en el que un recorrido de 8 millas (12,9 km) sobre caminos y senderos termina en el pico principal por aproximadamente 4000 pies (1219,2 m) de ganancia de elevación.
Los perros son legales en el Bosque Nacional de Ángeles, pero deben ir con correa. La caza está permitida, pero está regulada y requiere una licencia.

## Historia

### Explotación de recursos
El pueblo Tongva llama a la montaña Yoát o Joat, que significa nieve, y los Mohave lo llaman Avii Kwatiinyam. El nombre de Monte San Antonio probablemente fue otorgado por Antonio María Lugo, propietario de un rancho cerca de la actual Compton, ca. 1840, en honor a su patrón San Antonio de Padua.

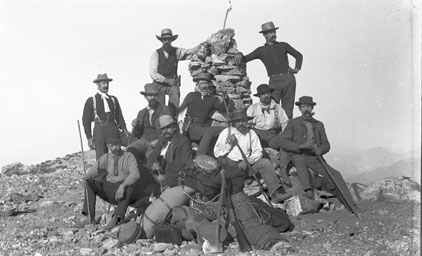
Un grupo de cazadores en la cumbre del monte San Antonio ca. 1890

El primer desarrollo en el área se produjo en la era de la Guerra Civil, y se centró en la explotación de los recursos del área, tanto por parte de campesinos independientes como para su uso en las zonas pobladas de tierras bajas. Algunas de las primeras personas en vivir permanentemente en el área fueron los colonos mormones en Lytle Creek Canyon (1851), el agricultor de naranjas Madison Kincaid (1865) y el agricultor y apicultor de frutas A. A. Dexter (ca. 1875). Un aserradero fue construido en 1870 aguas arriba del actual Mount Baldy Village, pero se quemó o fue destruido en la inundación de 1884.
Desde 1882, la Compañía de Agua de San Antonio ha controlado los derechos de agua en el cañón de San Antonio, incluidas sus tres plantas hidroeléctricas. 
Un afluente del arroyo de San Antonio atraviesa lo que ahora se conoce como Icehouse Canyon. Debido a que el cañón es profundo, su pendiente orientada al norte retiene la nieve hasta la primavera, y en 1859 Victor Beaudry y Damien Marchessault construyeron una casa de hielo allí. El hielo fue bajado de las montañas a Los Ángeles por mulas y carretas y vendido de puerta en puerta, además de ser utilizado en el salón de helados de Beaudry y Marchessault, el único en la ciudad. (Marchesseault fue más tarde alcalde de Los Ángeles.) 
La extracción de oro no comenzó en el área hasta décadas después de la fiebre del oro de California, con el primer registro histórico de la muerte del minero Jacob Skinner en 1879 en su mina en el Hog Back slide. La minería placer dio paso a la minería hidráulica en la década de 1880 y continuó durante la década de los 90. La mina Banks (Hocumac) fue construida en 1893 cerca de Baldy Notch. Fue abastecido con agua por una tubería de una milla de largo, cuyos restos aún se pueden ver, corriendo desde el arroyo de San Antonio. Los restos de las excavaciones de Gold Ridge (conocida como la mina Agamemnon) (1897-ca.1904) se encuentra cerca de las cabeceras del cañón de San Antonio, en el cañón debajo de la cabaña de esquí. Los mineros fueron mantenidos por el cazador de ovejas convertido en comerciante Fred Dell, quien construyó el campamento de Dell cerca del actual Mount Baldy Village, y por el conductor de mulas Fletcher Manker, quien construyó una tienda en lo que ahora se conoce como Manker Flat. La extracción de oro comenzó en Icehouse Canyon en 1892. Las minas Hocumac y Gold Ridge no tuvieron éxito debido al suministro incierto de agua, la baja cantidad de oro en el mineral y una demanda por contaminación del agua presentada por los agricultores de las laderas.

### Era del resort

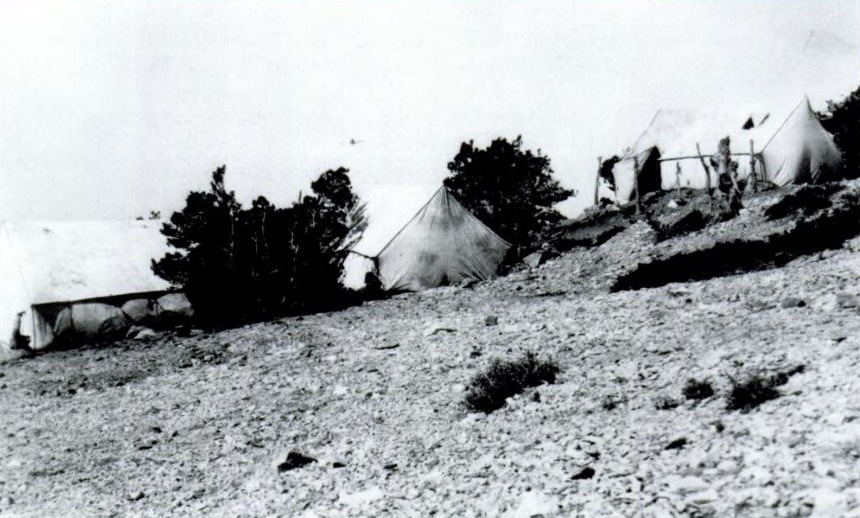
Dell's Summit Inn, justo debajo de la cima de la montaña, ca. 1910-1913.

A fines del siglo XIX, se observó un mayor interés en el área por sus propias cualidades y por la recreación más que por sus recursos. En 1875, un grupo de reconocimiento del ejército realizó el primer ascenso registrado a la cumbre de la montaña, a través del arroyo de Lytle, y estimó la altura del pico. En 1880, W. H. Stoddard, cuñado del empresario ferroviario Collis P. Huntington, construyó un resort en lo que ahora se llama Stoddard Canyon. Frank Keyes convirtió el Campamento de Dell de una estación de soporte de minería en un centro turístico de alquiler. El guía de montaña William B. Dewey condujo a grupos de invitados a la cumbre en un bucle que corresponde al actual Mount Baldy Trail y Devil's Backbone Trail. También se construyeron cabañas de alquiler en el Cañón de Evey. El acceso al cañón superior se vio obstaculizado por la naturaleza precaria del sendero que atraviesa el tobogán Hog Back, pero para el cambio de siglo Dell's Camp entretuvo a un centenar de invitados en un fin de semana. 
Para 1908 el cañón se hizo accesible en automóvil. En 1910, Dewey construyó el Baldy Summit Inn, a 80 pies debajo de la cima de la montaña. A pesar del gran nombre, consistía en solo un conjunto de carpas y algunos edificios de almacenamiento. Fue dañado por un incendio en 1913 y nunca fue reconstruido. A principios de la década de 1920 había numerosos campamentos y complejos turísticos tales como Icehouse Canyon Resort, Bear Canyon Resort, Eleven Oaks, Baynham Camp, Alpine Woods, Trail Inn, Snow Crest, y Kelly's Camp.
El cambio de la explotación de los recursos naturales al uso recreativo del Cañón de San Antonio resultó en una serie de amargos conflictos entre la Compañía de Agua de San Antonio y los propietarios del campamento. La contaminación de la cuenca y un incendio forestal de 1899 llevó a la compañía a comprar el campamento de Dell y cerrarlo, arrebatar el control legal de la carretera saliendo de Baynham, cerrar el cañón con puertas cerradas y estacionar guardias armados para evitar la entrada de intrusos. Pero después de algún tiempo y varias batallas legales, la compañía decidió beneficiarse de la recreación en lugar de desalentarla. Compró el campamento de Baynham en 1907 pero luego contrató a Baynham para administrarlo, cobrando peajes en el camino de 1908 a 1922. El campo pasó a llamarse Camp Baldy en 1910. 

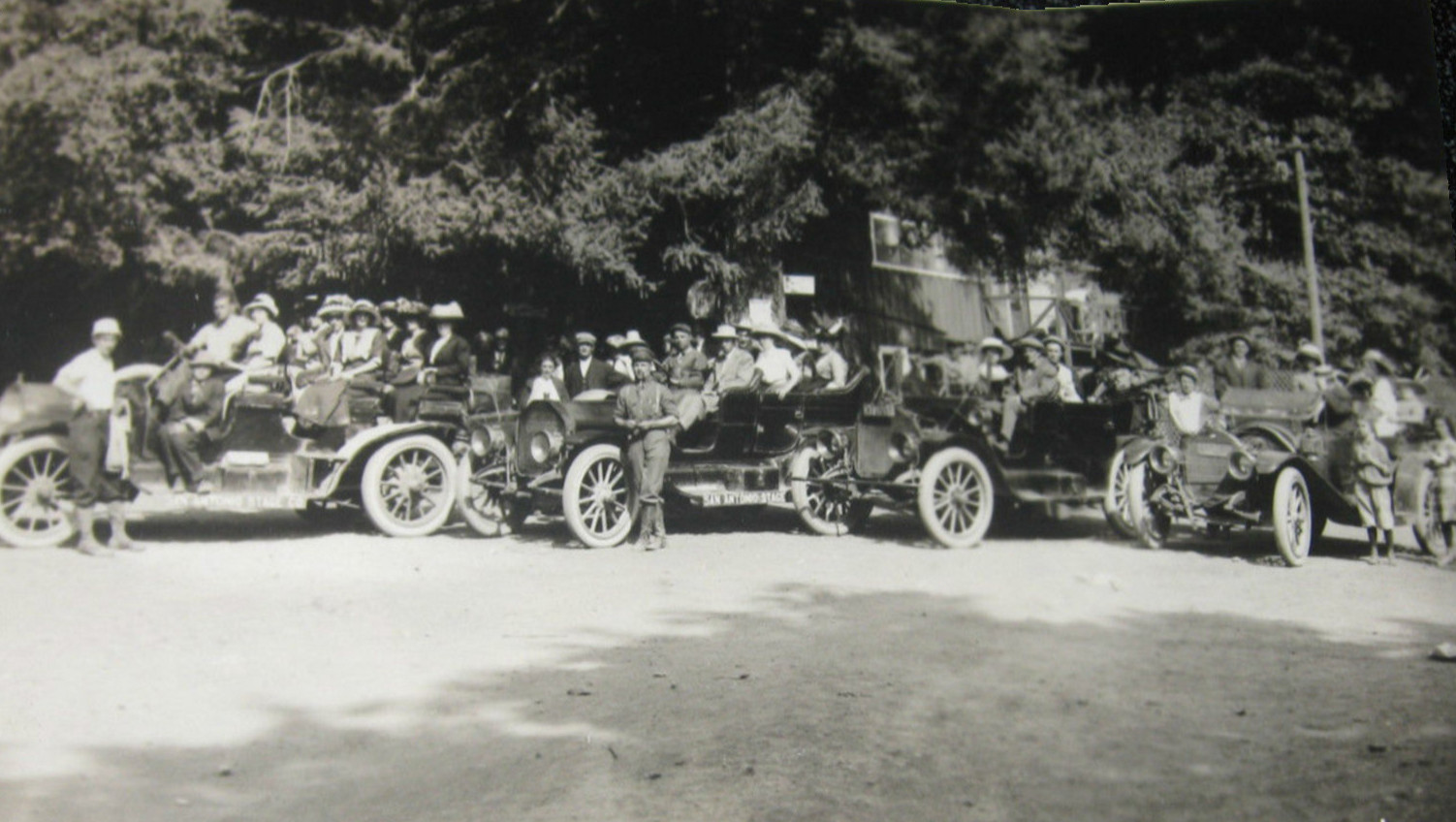
Automovilistas en Camp Baldy, 1919.

Cuando el área se convirtió en un bosque nacional en 1908, el servicio forestal comenzó a ofrecer arrendamientos de terrenos por 99 años en Icehouse Canyon para cabañas de vacaciones. Para 1938 había 105 cabañas y cabañas adicionales en un resort propiedad de la familia Chapman. Los arriendos también fueron vendidos, tanto por el gobierno como por la compañía de agua, en Camp Baldy y Manker Flat. 
Entre 1922 y 1927, el físico estadounidense Albert A. Michelson realizó una serie de experimentos que incluyeron hacer rebotar un haz de luz desde un reflector en Lookout Mountain, una prominencia de 3,2 millas (5,1 km) al suroeste del pico, desde el observatorio en el monte Wilson a unas 22 millas (35,4 km) de distancia. 

### Prohibición y Gran Depresión
Durante la Prohibición, el área se hizo conocida como un lugar donde uno podía tomar un trago lejos de los ojos vigilantes de la policía. El ex concesionario de Yosemite, Foster Curry, su esposa Ruth Curry y el segundo esposo de Ruth, la estrella de cine Edmund Burns, convirtieron a Camp Baldy en un patio de recreo para residentes adinerados de Los Ángeles, con una piscina, un casino y un pabellón de baile.
En 1935–1936, el Cuerpo Civil de Conservación construyó un amplio sendero a lo largo de la columna del diablo desde el Mount Baldy Notch a la cumbre, una ruta que anteriormente había sido estrecha y peligrosa debido a las precipitadas gotas en uno o en algunas áreas de ambos lados.
Aurelia Harwood, la primera mujer presidenta del Sierra Club, estuvo activa en el área. Monte Harwood, un pico subsidiario de Mount Baldy, lleva su nombre. El Sierra Club construyó una cabaña, también llamada así por ella, en Manker Flats en 1930. Está abierto a miembros del Sierra Club. En 1935, el club agregó una cabaña de montaña, conocida como el "ski hut", junto a la base del Baldy Bowl, cerca de las cabeceras del arroyo de San Antonio. La cabaña de esquí se quemó ese año, pero fue reemplazada de inmediato y sigue en pie hoy. 

### Después de la inundación de 1938
La inundación de 1938 destruyó la mayoría de las estructuras en Camp Baldy y el Cañón de Icehouse. El casino fue destruido, pero el hotel (hoy Buckhorn Lodge) sobrevivió. No se ha permitido ningún edificio nuevo en Icehouse Canyon, y el complejo Icehouse Canyon fue destruido en 1988 por un incendio. Camp Baldy fue reconstruido y más tarde se convirtió en Mount Baldy Village. 
Durante una tormenta de nieve el 2 de marzo de 1949, dos aviones de combate Hellcat del Cuerpo de Marines volaban en formación en un ejercicio de entrenamiento de instrumentos cuando se estrellaron contra el lado oeste de la cresta sur de la cumbre. Docenas de restos fueron esparcidos por la pendiente justo debajo de la ubicación actual del Ski Hut Trail, y no son visibles para la observación casual desde el sendero solo porque están cubiertos de maleza.
El telesilla data de 1952 y se expandió y modernizó en 1975. A medida que las cabañas privadas sobrevivientes en Icehouse Canyon, Baldy Village y Manker Flats llegan al final de sus arrendamientos de 99 años en sus lotes, el Servicio Forestal, que ya no desea ser un propietario, los está convirtiendo en propiedad privada. Se estableció un Centro Zen en Manker Flats en 1971. A partir de 2018, los únicos resorts y cabañas que sirven al público en general son el Mount Baldy Lodge y Buckhorn Lodge en Mount Baldy Village, y también hay un restaurante en la zona de esquí de Baldy Notch. El Snow Crest Lodge en Manker Flat está cerrado y en proceso de renovación. 
Hoy, Mount Baldy Village tiene su propio departamento de bomberos, iglesia, centro de visitantes y distrito escolar. Mt. Baldy School (la abreviatura es el uso estándar) tiene alrededor de 105 estudiantes. El centro de visitantes es atendido por guardabosques voluntarios no remunerados.
El 13 de enero de 2023, el actor inglés Julian Sands fue reportado como desaparecido durante una excursión al monte San Antonio.

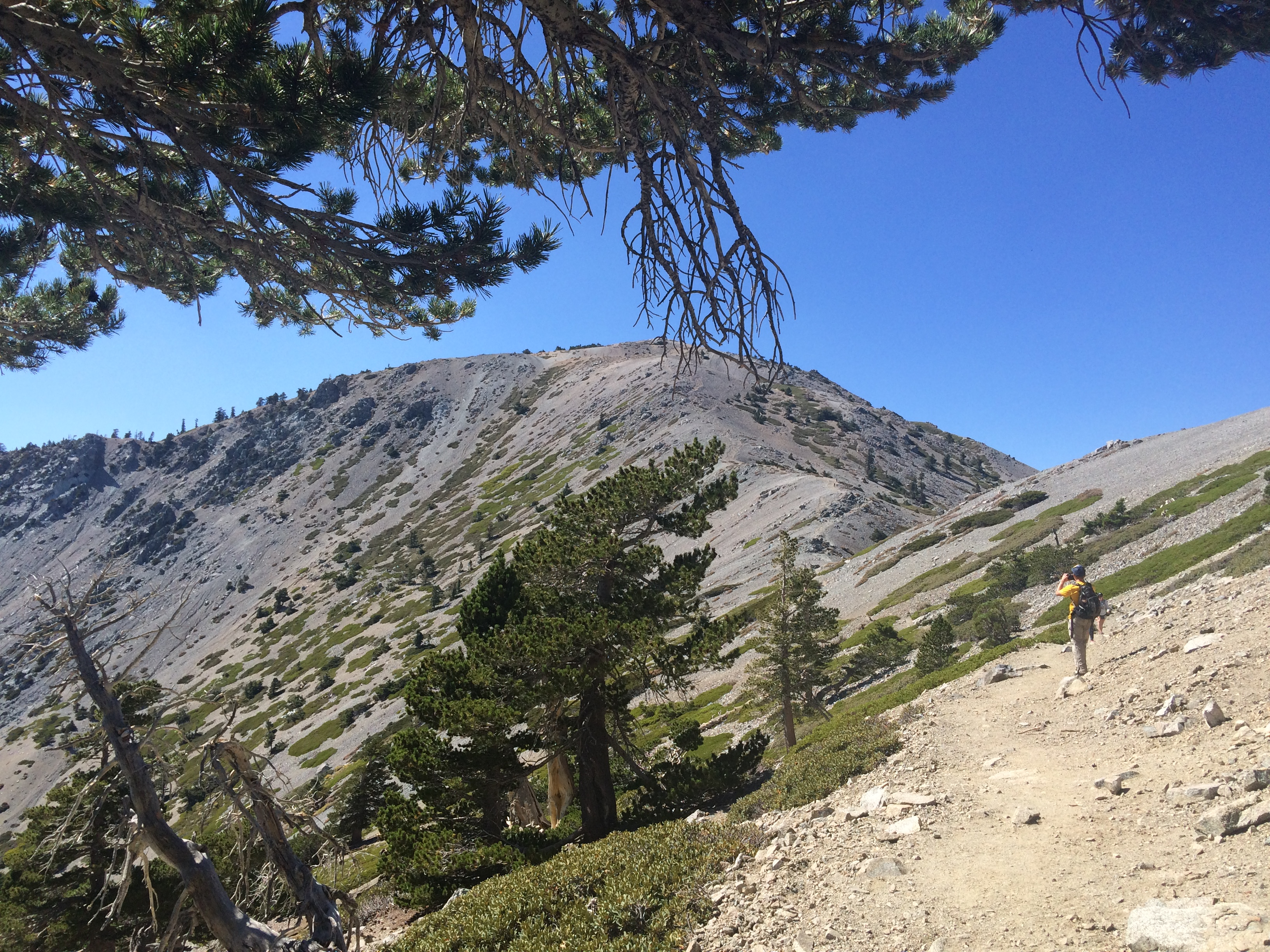
Mirando hacia el noroeste en Baldy Summit desde Baldy Bowl
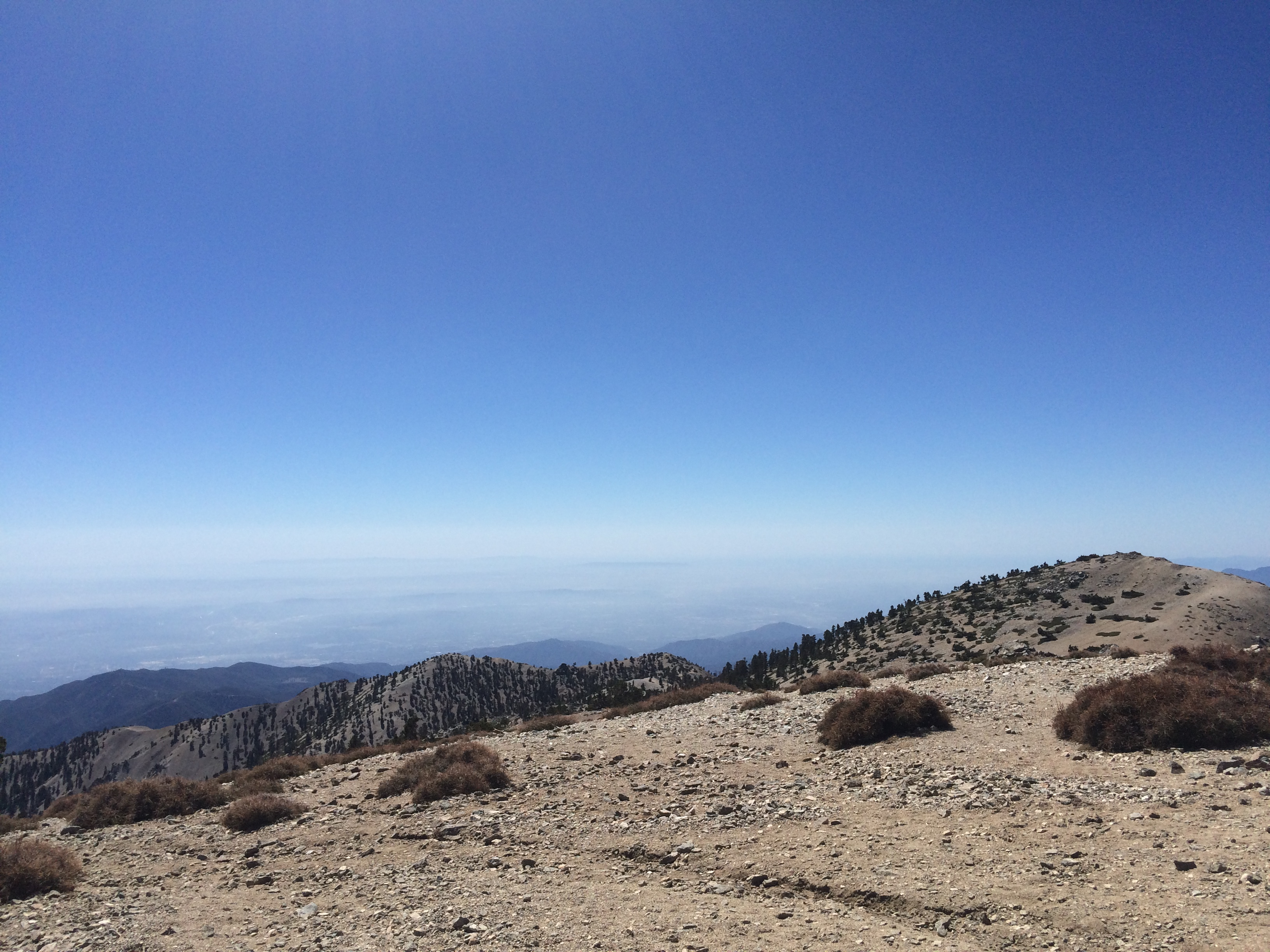
Mirando hacia el suroeste desde el monte. Cumbre Baldy
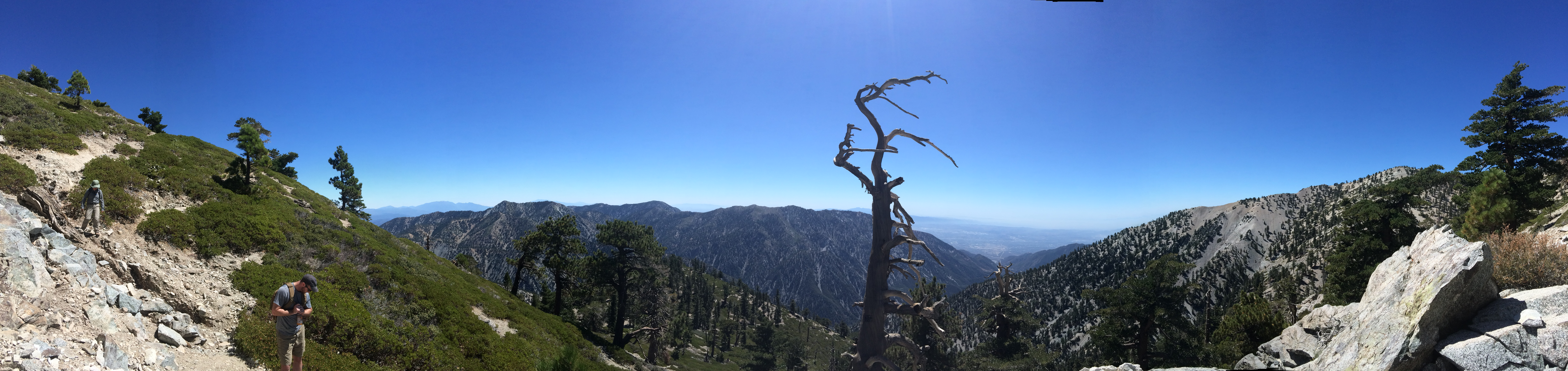
Panorama mirando hacia el sur hacia Los Ángeles, justo debajo de la cumbre